# (5611) 1943 DL
Az (5611) 1943 DL a Naprendszer kisbolygóövében található aszteroida. Oterma, L. fedezte fel 1943. február 26-án.